# Subway Challenge

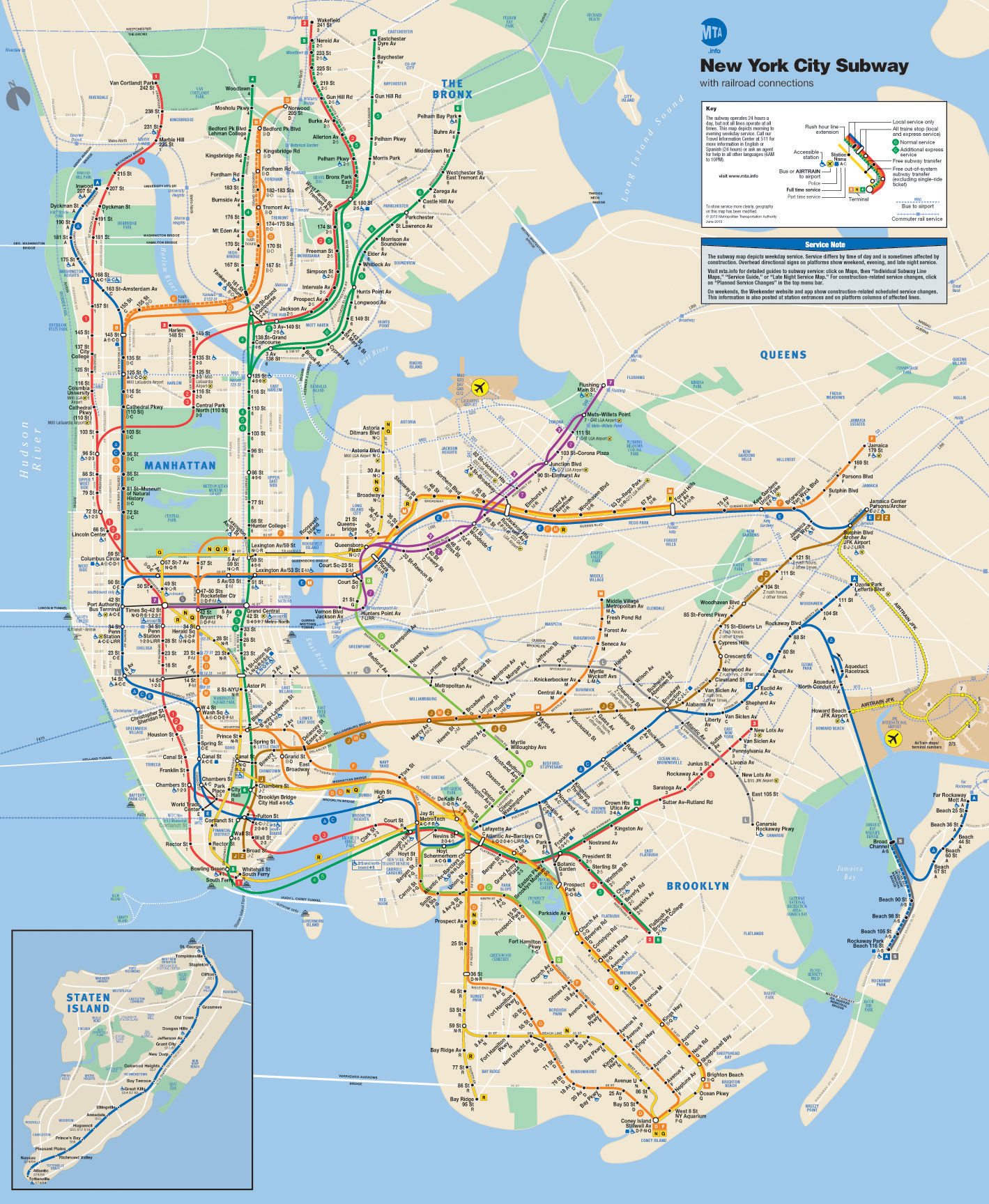
Челлендж класса B требует от участников совершить остановку на всех станциях, отмеченных на официальной карте Нью-Йоркского метрополитена

Subway Challenge (с англ. — «Метрополитеновский челлендж»), также известное под названиями Rapid Transit Challenge (с англ. — «Челлендж на скоростном транспорте») и Ultimate Ride (с англ. — «Идеальная поездка») — соревнование, участники которого должны как можно быстрее посетить все станции  Нью-Йоркского метрополитена. Существуют три варианта этого соревнования, утверждённые Любительским комитетом по поездкам на Нью-Йоркском метро (англ. Amateur New York Subway Riding Committee / ANYSRC), образованным в 1966 году Питером Сэмсоном. Они обозначаются как классы A, B и C.
- Челлендж класса A: участники должны совершить хотя бы один проезд по каждому участку путей, соединяющих станции. Проезд по участку засчитывается либо при поездке по всей его длине, либо при нескольких поездках между станциями на одной и той же ветке.
- Челлендж класса B: участники должны совершить остановку на каждой из станций (с января 2017 года действуют 472 станции).
- Челлендж класса C: посетить все станции, но без обязательной остановки, что делает возможным пользование экспресс-поездами.

Результаты челленджа класса B признаются книгой рекордов Гиннесса как мировые рекорды, однако критерии засчитывания рекорда Гиннессом отличаются от критериев Комитета. Комитет разрешает использовать только билеты в один конец. Книга рекордов дозволяет совершать переход на другую линию при помощи общественного транспорта или же пешком, но не на личных автомобилях, такси, велосипедах, скейтбордах и подобных тому личных транспортных средствах. Полные правила соревнования по версии Книги рекордов Гиннесса опубликованы на сайте Rapid Transit Challenge и схожи с правилами аналогичного соревнования Tube Challenge в Лондонском метрополитене.

## История
30 мая 1940 года, за два дня до объединения трёх нью-йоркских компаний по управлению общественным транспортом IRT, BMT и IND, инженер-железнодорожник Герман Ринке (англ. Herman Rinke) впервые в истории Нью-Йоркского метро посетил все его станции, пользуясь всего одним билетом стоимостью 5 центов. Он назвал эту поездку «сентиментальным жестом». На всё про всё ему потребовалось около 25 часов. После этого ещё более 70 человек (согласно неофициальным данным департамента связей с общественностью MTA) совершили аналогичные поездки по Нью-Йоркскому метро и посетили все его станции. На протяжении 17 лет в Книге рекордов Гиннесса держался рекорд Кевина Фостера (англ. Kevin Foster), который поставил его 25 октября 1989 года, затратив на всю поездку 26 часов и 21 минуту. Фостер, собиравшийся также стать первым человеком в мире, проехавшим на велосипеде по Великой Китайской стене, позднее поставил ещё одно достижение в нью-йоркской подземке: к 85-летию открытия нью-йоркского метро он 85 часов подряд пробыл в метро, остановившись на каждой станции.

## Правила
Соревнование проводится в Нью-Йоркском метрополитене. Участник должен посетить хотя бы по одному разу все станции (класс B или C) либо же все участки путей, соединяющие станции (класс A). Посещение каждой станции засчитывается, если участник прибывает на станцию и затем покидает её. Поезд обязательно должен остановиться на посещаемой станции (то есть не засчитывается проезд через станцию на экспрессе), хотя покидать поезд участнику необязательно. В суммарное время будут включены все вынужденные остановки и перерывы в соревновании. Переход от одной ветки метро к другой может быть осуществлён либо пешком, либо на общественном транспорте (использование личного транспорта или такси запрещено). Посещение станции, закрытой по причине реконструкции или чрезвычайной ситуации, будет засчитано при проезде поезда метро через эту станцию без остановки.
Все обстоятельства путешествия по метро фиксируются в письменном виде. В «книге свидетелей» (англ. Witness Book) обычные граждане подтверждают своими подписями факт, что участник при них посетил в определённое время определённую станцию (в некоторых случаях подписи могут ставить полицейские и работники станции). В «дневнике» (англ. Logbook) отмечаются все события поездки: время прибытия и время отправления с каждой станции, переход с одной линии на другую, все перерывы и вынужденные остановки и т. д. Для честности эксперимента необходимо присутствие рядом с участником в течение поездки хотя бы двух независимых свидетелей, один из которых сопровождает участника с самого начала поездки (желательно до самого конца).

## Рекорды

### Все зафиксированные рекорды Гиннесса
| День               | Рекордсмен(ы)                                                                                   | Число станций | Время            | Источник          |
| ------------------ | ----------------------------------------------------------------------------------------------- | ------------- | ---------------- | ----------------- |
| 1 июня 1966        | Майкл Фельдман, Джеймс Браун                                                                    | 491           | 23 ч 16 мин      | [ 3 ]             |
| 12/13 декабря 1988 | Рич Темпл, Фил Вэннер, Том Мёрфи                                                                | 466           | 29 ч 47 мин 12 с | [ 4 ]             |
| 25/26 октября 1989 | Кевин Фостер                                                                                    | 469           | 26 ч 21 мин 8 с  | [ 5 ] [ 6 ] [ 7 ] |
| 28/29 декабря 2006 | Билл Амароза-младший, Майкл Бойл, Брайан Брокмайер, Стефан Карпински, Джейсон Ласка, Эндрю Уэйр | 468           | 24 ч 54 мин 3 с  | [ 8 ]             |
| 22/23 января 2010  | Мэтт Ферриси, Крис Соларж                                                                       | 468           | 22 ч 52 мин 36 с | [ 9 ]             |
| 18/19 ноября 2013  | Энди Джеймс, Стив Уилсон, Мартин Хэзел, Глен Брайант, Питер Смит, Адам Фишер                    | 468           | 22 ч 26 мин 02 с | [ 10 ] [ 11 ]     |
| 16 января 2015     | Мэтью Ан                                                                                        | 468           | 21 ч 49 мин 35 с | [ 12 ] [ 13 ]     |
| 22 июля 2016       | Мэтью Ан                                                                                        | 469           | 21 ч 28 мин 14 с | [ 14 ] [ 15 ]     |
| 17 апреля 2023     | Кейт Джонс                                                                                      | 472           | 22 ч 14 мин 10 с | [ 16 ]            |

В Нью-Йоркском метро в настоящий момент работают 472 станции, и для установки рекорда в челлендже класса B необходимо посетить все эти станции. Для рекорда в челлендже класса C необходимо посетить 424 станции и пересадочных узла, обслуживаемых 29 различными маршрутами. Всего же участникам предстоит пройти 662 мили подземных путей, и только на 80 станциях они могут физически выйти в туалет. Несколько рекордов включали в себя посещение 468 станций и были зафиксированы до сентября 2015 года и продления линии Флашинг. Один рекорд был поставлен после продления линии Флашинг (469 станций), а затем ещё один после открытия линии Второй авеню в январе 2017 года.

### Обстоятельства установления некоторых рекордов
С 28 по 29 декабря 2006 года попытку поставить рекорд и посетить все станции предприняли шестеро человек, учившихся в манхэттенской средней школе Реджис (англ. Regis High School), которых пресса назвала «Подземной шестёркой» (англ. The Subway Six). Пятеро из них представляли все пять боро Нью-Йорка, а шестой был из Нью-Джерси. Билл Амароза долгое время был фанатом железнодорожного и подземного транспорта и вместе со своими друзьями обсуждал возможность установления подобного рекорда. Но только 17 июня 2006 года все окончательно договорились рискнуть и принять участие в соревновании. Подготовка к челленджу заняла шесть месяцев, но окончательно рекорд был зафиксирован книгой рекордов Гиннесса только спустя пять месяцев, и ещё девять месяцев понадобилось, чтобы команда участников получила официальный сертификат о зафиксированном рекорде.
С 23 по 24 августа 2006 года в челлендже класса C приняли участие Дональд Бадачевский и Мэтт Грин. Для фиксирования результата им нужно было посетить каждую станцию без обязательной остановки, поэтому они использовали по мере возможности экспресс-поезда. Метрополитен они не покидали вплоть до окончания своего челленджа и установили новый рекорд в 24 часа и 2 минуты, побив поставленный в 1998 году Сальваторе Бабонесом и Майком Фальсеттой рекорд в 25 часов и 11 минут. Новость одной из первых опубликовала газета Metro New York, а затем эта заметка появилась и в крупных газетах, в том числе и в New York Times. Из информационных агентств об этом также рассказали CNN и Reuters, а затем новость о рекорде в Нью-Йоркском метрополитене попала в новостные сводки газет Шотландии, Аргентины, Индии, ЮАР, Австралии, Саудовской Аравии, Бахрейна и Ирана. В утренней газете AM New York сообщили, что время для публикации подобного сообщения в американской прессе было выбрано идеально. Бадачевского и Грина неоднократно расспрашивали об ощущениях во время поездки, и оба постоянно говорили, что держались до конца, хотя признавали факт, что их испытание было сложным.
17 сентября 2010 года Книга рекордов Гиннесса объявила о новом рекорде Мэтта Ферриси и Криса Соларжа, поставленном 22 января этого же года с официальным временем 22 часа 52 минуты 36 секунд. Этот же рекорд был побит с 18 на 19 ноября 2013 года: 22 часа 26 минут 2 секунды (на 26 минут меньше). Имена рекордсменов были объявлены 30 мая 2014 года: ими стали шестеро британцев Энди Джеймс, Стив Уилсон, Мартин Хэзел, Глен Брайант, Питер Смит и Адам Фишер, которые посетили все станции по необычному маршруту. Они рассказали, что нашли информацию о соревновании именно в Википедии. С учётом того, что шестёрка британцев ранее ставила рекорд в соревновании Tube Challenge (он позднее был побит), они стали первыми в мире людьми, посетившими все станции метрополитена в городах по обе стороны Атлантического океана.
Следующим рекордсменом стал Мэтью Ан. 19 января 2015 года он посетил все 468 станций, начав своё путешествие на станции Фар-Рокавей — Мотт-авеню и завершив его на станции Флашинг — Мейн-стрит (обе станции находятся на территории боро Куинс). Однако рекорд был признан недействительным после продления линии Флашинг, и Ан повторил свою поездку 23 июля 2016 года, выбрав те же начальную и конечную точки своего путешествия. Предыдущее достижение было улучшено, поскольку он прошёл 469 станций, однако книга рекордов Гиннесса не сразу зафиксировала это достижение и признала его только 26 августа. Предыдущие обладатели рекордов в челлендже класса C начинали свои поездки в боро Куинс со станции Рокавей-парк — Бич 116-я улица и заканчивали в Бронксе на станции Пелем-Бей-парк.
Нынешней обладательницей рекорда является Кейт Джонс, ньюйоркчанка, проживающая в Швейцарии.

### Критерии для засчитывания рекорда
По условиям книги рекордов Гиннесса участнику разрешается покинуть метрополитен и потом вернуться в него. Мэтью Ан стал первым, кто воспользовался этим правилом и впервые не последовал официальным правилам челленджа Класса B. Тем не менее, вопрос о правомерности засчитывания подобного рекорда пока остаётся открытым. При этом ни Любительский комитет, ни Управление подземным транспортом не ведут наблюдение за попытками установить рекорды и уже установленными рекордами.

## В популярной культуре
- В 2003 году в документальном фильме телеканала Discovery Times Channel несколько человек приняли участие в соревновании[28].
- Попытка поставить рекорд в челлендже класса B в 2004 году была показана в короткометражном фильме «Новые участки» (англ. New Lots)[29].